# Ломоносов (шхуна, 1859)
«Ломоносов» — парусная шхуна Беломорской флотилии России.

## Описание судна
Длина шхуны по сведениям из различных источников составляла от 20,4 до 20,42 метра, ширина от 6,2 до 6,22 метра.

## История службы
Шхуна «Ломоносов» была заложена на Соломбальской верфи 15 (27) ноября 1858 и после спуска на воду 26 мая (7 июня) 1859 года вошла в состав Беломорской флотилии России. Строительство вёл корабельный мастер Гагарин.
Использовалась для обучения практическим навыкам мореплавания студентов учрежденных в Архангельске и Кеми «шхиперских учебных курсов», на которые с целью развития кораблестроения в Архангельске принимались к обучению «бесплатно ново-приходящие из всех званий и всякого возраста».
Шхуна была исключена из списков судов флотилии 7 (19) декабря 1863 года.